# Wirtschaftsvereinigung
Wirtschaftsvereinigungen sind der Zusammenschluss von Unternehmen desselben Wirtschaftszweiges, deren Ziel darin besteht, die gemeinsamen Interessen gegenüber der Öffentlichkeit zu vertreten.

## Allgemeines
Diese Definition des Bundesgerichtshofs (BGH) vom Mai 1956 lässt darauf schließen, dass der aus dem Wettbewerbsrecht stammende Begriff der Klärung bedurfte. Es handelt sich um eine Zweckgemeinschaft mit dem Ziel, durch gemeinsame Werbeaktionen, Veranstaltungen, Marketingmaßnahmen oder ähnlichem die Ausschöpfung der Kaufkraft zu steigern.

## Rechtsfragen
Die Wirtschaftsvereinigung ist ein Rechtsbegriff, denn Wirtschaftsvereinigungen dürfen die Aufnahme eines Unternehmens gemäß § 20 Abs. 5 GWB nicht ablehnen, wenn die Ablehnung eine sachlich nicht gerechtfertigte ungleiche Behandlung darstellen und zu einer unbilligen Benachteiligung des Unternehmens im Wettbewerb führen würde. Eine Wirtschaftsvereinigung darf nach § 24 GWB für ihren Bereich Wettbewerbsregeln aufstellen. Diese bestimmen das Verhalten von Verbund-Unternehmen im Wettbewerb zu dem Zweck, einem den Grundsätzen des lauteren oder der Wirksamkeit eines leistungsgerechten Wettbewerbs zuwiderlaufenden Verhalten im Wettbewerb entgegenzuwirken und ein diesen Grundsätzen entsprechendes Verhalten im Wettbewerb anzuregen.

## Arten
Die wichtigsten Wirtschaftsvereinigungen sind der Unternehmensverbund, die genossenschaftlichen Prüfungsverbände und die Wirtschaftsvereinigung Stahl, die als Interessenverband organisiert ist.